# ديمتري بوريسوف
ديمتري بوريسوف (25 يوليو 1977 - ) (بالروسية: Дмитрий Викторович Борисов)‏ هو لاعب كرة قدم روسي في مركز الوسط. لعب مع شينيك ياروسلافل ولوكوموتيف موسكو ونادي غوميل وFC Kazanka Moscow ‏.

## وصلات خارجية
- ديمتري بوريسوف على موقع قاعدة بيانات كرة القدم.إي يو (الإنجليزية)